# Lasioglossum fedtschenkoi
Lasioglossum fedtschenkoi är en biart som först beskrevs av Blüthgen 1938.  Lasioglossum fedtschenkoi ingår i släktet smalbin, och familjen vägbin. Inga underarter finns listade i Catalogue of Life.